# آماندا نونز
آماندا نونز (پرتغالی: Amanda Nunes) ورزشکار رشته هنرهای رزمی ترکیبی اهل برزیل است که در مسابقات یواف‌سی مبارزه می‌کند. او قهرمان خروس‌وزن جهان در این مسابقات است و معروفترین برد او در برابر روندا روزی می باشد.